# Marius Elvius
Marius Elvius, né le 1er juin 2002 à Tårnby au Danemark, est un footballeur danois qui évolue au poste d'arrière droit au Vejle BK.

## Biographie

### En club
Né à Tårnby au Danemark, Marius Elvius commence le football avec le club local de Tårnby FF, puis il joue pour le Vallenbæk IF avant d'être formé par le Brøndby IF pendant trois ans de l'équipe des moins de 11 ans à celle des moins de 14 ans. Puis il poursuit sa formation au HB Køge, intégrant l'équipe des moins de 15 ans. Il progresse dans les différentes catégories de jeunes avant d'atteindre l'équipe première.
Il joue son premier match en professionnel avec ce club, le 31 mars 2019, lors d'une rencontre de championnat, face au Silkeborg IF. Il entre en jeu et son équipe est battue par quatre buts à deux.
Le 21 janvier 2021, Marius Elvius est prêté au Hellas Vérone jusqu'à la fin de la saison et avec option d'achat. Le joueur est intégré à l'équipe de Primavera. Après six mois au club et la fin de son prêt, il fait son retour au HB Køge. Le projet de départ était qu'Elvius reste au Hellas mais ce dernier préfère continuer dans son club formateur qui lui permet de jouer en équipe première.
Le 1er février 2022, Elvius s'engage en faveur du Vejle BK. Il signe un contrat courant jusqu'en juin 2025.
C'est avec ce club qu'il découvre la Superligaen, l'élite du football danois, jouant son premier match pour Vejle dans cette compétition le 15 mai 2022, contre le FC Nordsjælland. Il entre en jeu à la place de Lundrim Hetemi (en) et son équipe est battue par deux buts à un.
S'imposant comme un titulaire lors de la saison 2022-2023, Elvius est récompensé par un nouveau contrat au Vejle BK le 20 juillet 2023, le liant désormais au club jusqu'en juin 2026.

### En sélection
Marius Elvius représente l'équipe du Danemark des moins de 18 ans, jouant au total cinq matchs avec cette sélection, tous en 2019.

## Palmarès
Vejle BK
- Championnat du Danemark de deuxième division (1) :
  - Champion : 2022-2023.